# Дометије (византијски епископ)
Дометије је био византијски епископ у периоду од 272. до 284. године. Његов претходник био је Тит, а његов наследник Руфин (византијски епископ).
Био је брат римскиот цара Проба.
Имао је два сина, Проба и Митрофана, и сами касније постали епископи Византа. 